# Dazaifu
A mai Dazaifu-si (japánul: 太宰府市, Hepburn-átírással: Dazaifu-shi) város (Fukuoka prefektúra) helyén állt császári közigazgatási központ (大宰府, Dazaifu) Csikuzen tartományban a Kofun-kortól a Kamakura-korig. A 3. századtól különleges udvari (később helytartói rangú: szocu vagy szocsi) megbízottak állomásoztak itt, akik a Kínával és Koreával való kapcsolatokat tartották kézben, felügyelték a kjúsúi tartományokat (az úgynevezett Szaikaidó-t, vagyis „Nyugati körzet”-et), és az országrész védelmi feladatait is ellátták. A 8–9. század folyamán a „messzi főváros”-nak is nevezték. A 13. században innen irányították a mongol inváziós kísérletek visszaverését.
Nevezetes helytartója (pontosabban helytartóhelyettese, daini-ja, mivel maga a szocu csak császári herceg lehetett, aki szinekúraként kapta a tisztséget, és személyesen sohasem utazott oda) volt Ótomo no Tabito költő-udvaronc, és kegyvesztése után ide száműzték alacsony beosztásba Szugavara no Micsizane költőt, aki itt is halt meg 903-ban. A Micsizane halálát követő viharokat és áradásokat (a heiankjói császári palotába is belecsapott a villám) az ő bosszúszomjas szellemének tulajdonították, ezért a fővárosban sintó szentélyt (Kitano Tenman-gú) állítottak emlékére, dazaifui sírja fölé pedig felépítették testvérintézményét, a város azóta is legnevezetesebb látnivalóját, a Dazaifu Tenman-gút, amelynek 12 km²-es területén áll hírek szerint Micsizane kedves kiotói szilvafája, a Tobiume, amelyet oda ültettek át, hogy ezzel is megbékítsék a haragvó Tendzsin-szamát (e néven lett Micsizane a tudomány és a költészet kamija).

## Népesség
| Lakosok száma | 70 482 | 72 168 | 72 430 |
|               | 2010   | 2015   | 2020   |